# Ellistown
Ellistown är en by i Leicestershire i England. Byn ligger 17,1 km från Leicester. Orten har 2 106 invånare (2001).